# ضريح كمال الملك
ضريح كمال الملك (بالفارسية: آرامگاه کمال‌الملک) ضريح تاريخي يعود إلى دولة بهلوية، ويقع في نيسابور. هذا المبنى هو قبر كمال الملك.

## معرض الصور

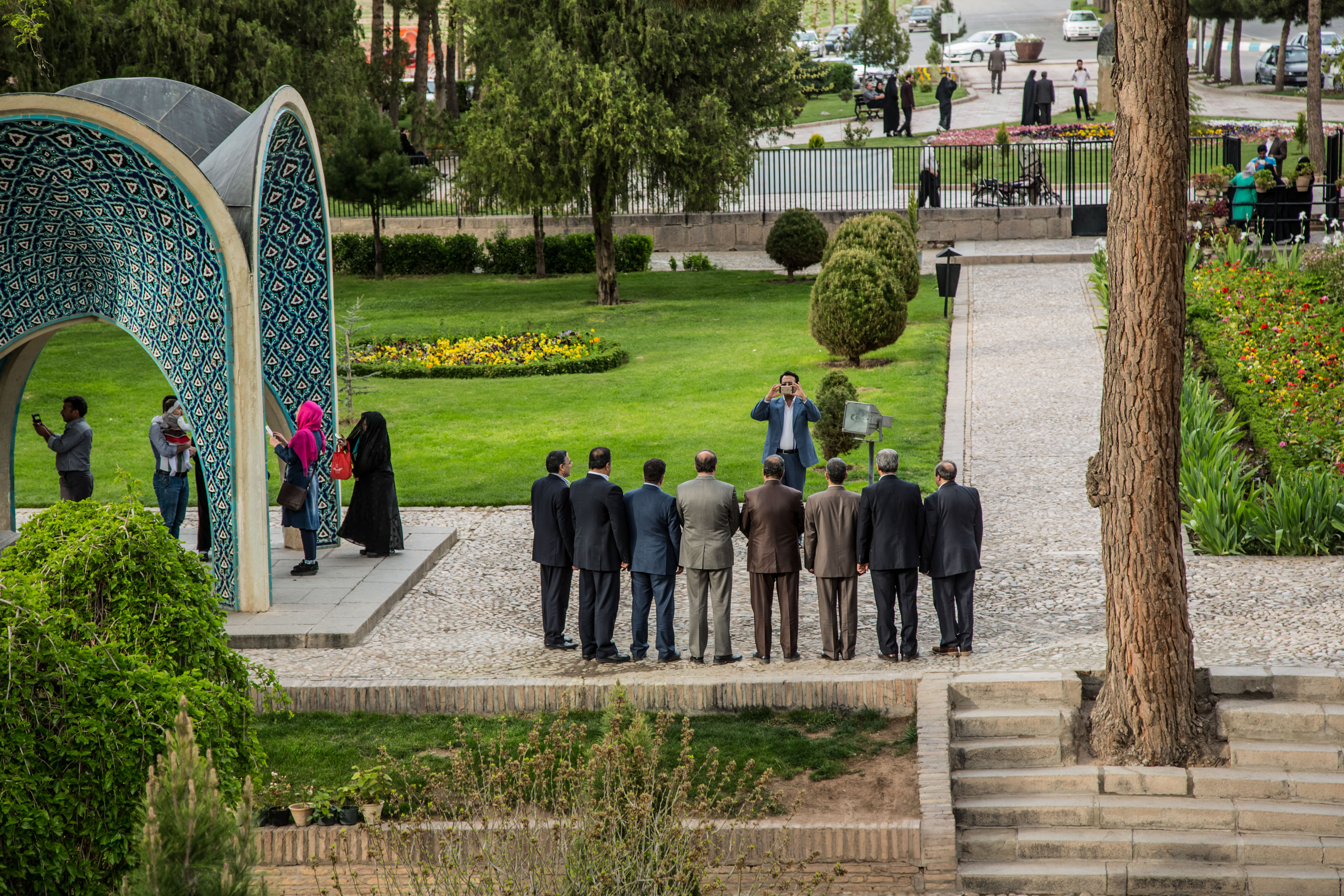
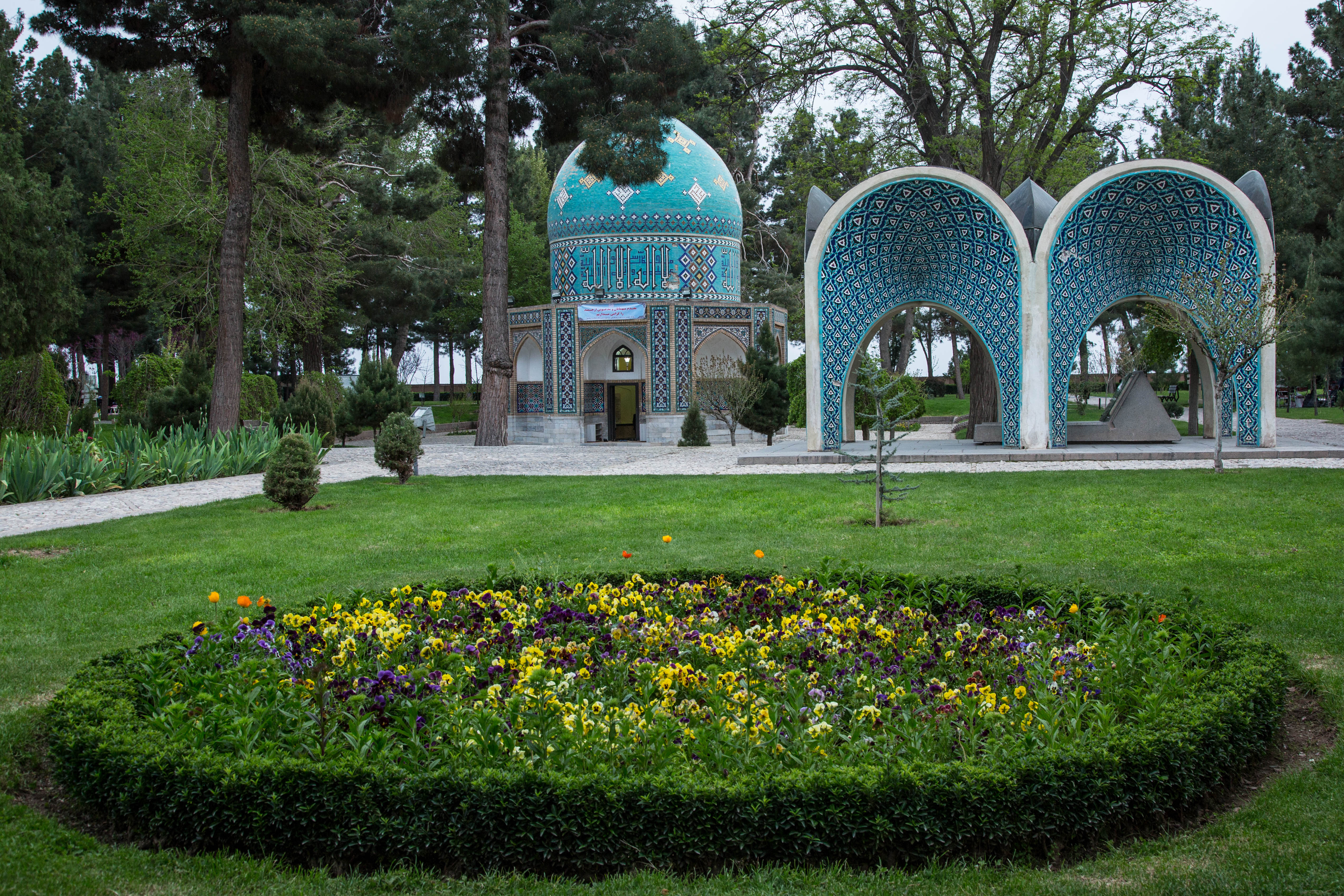
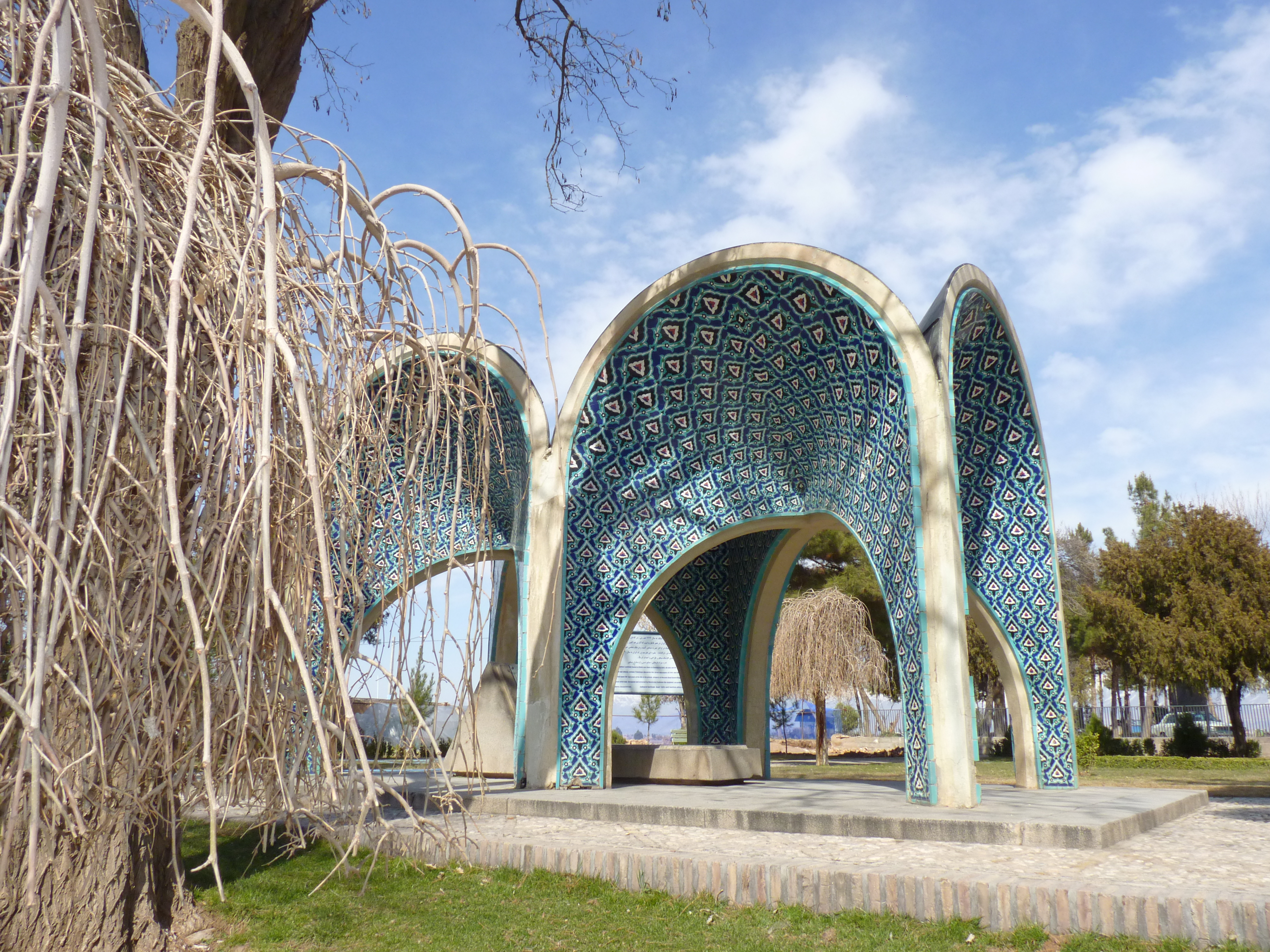
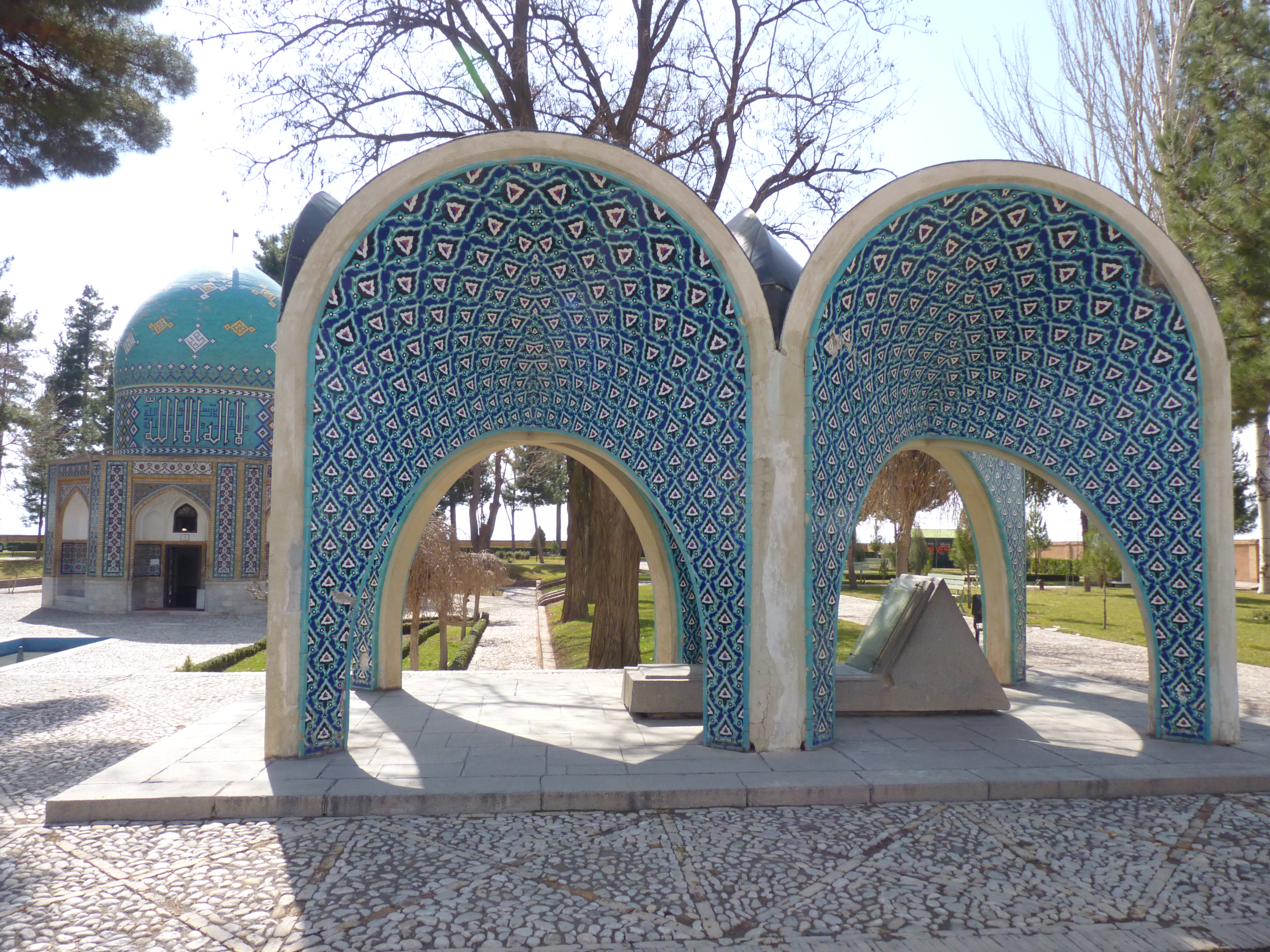
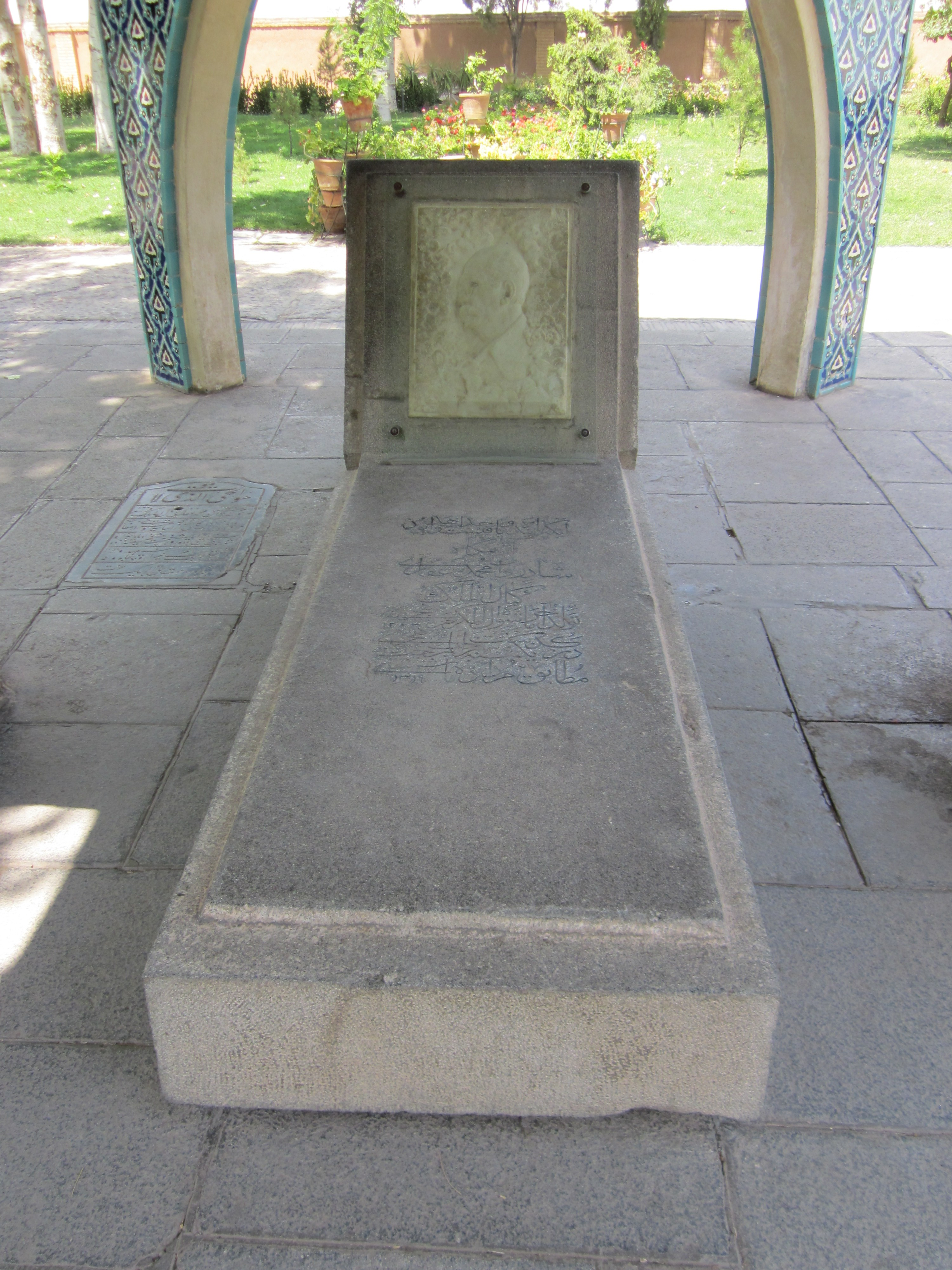
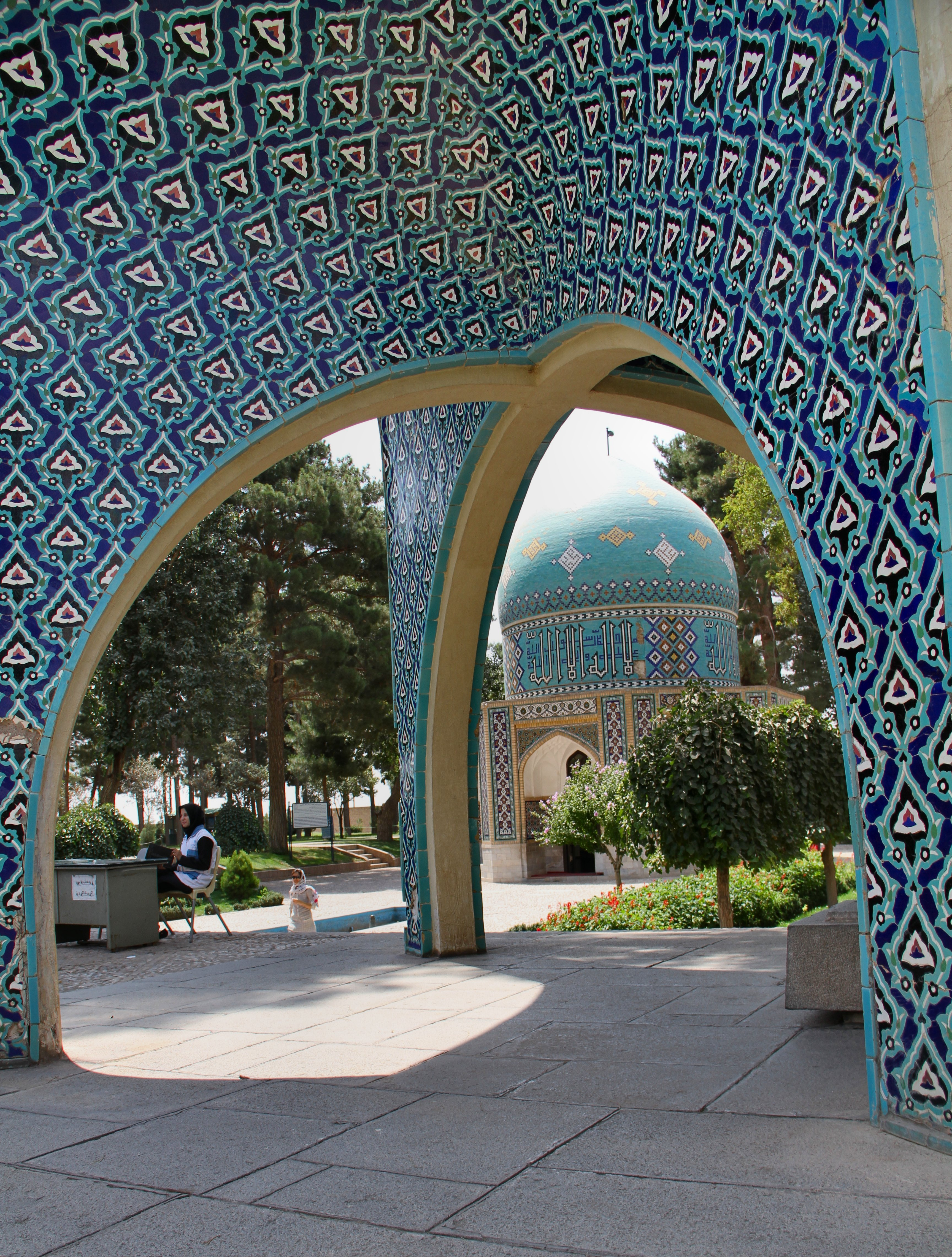
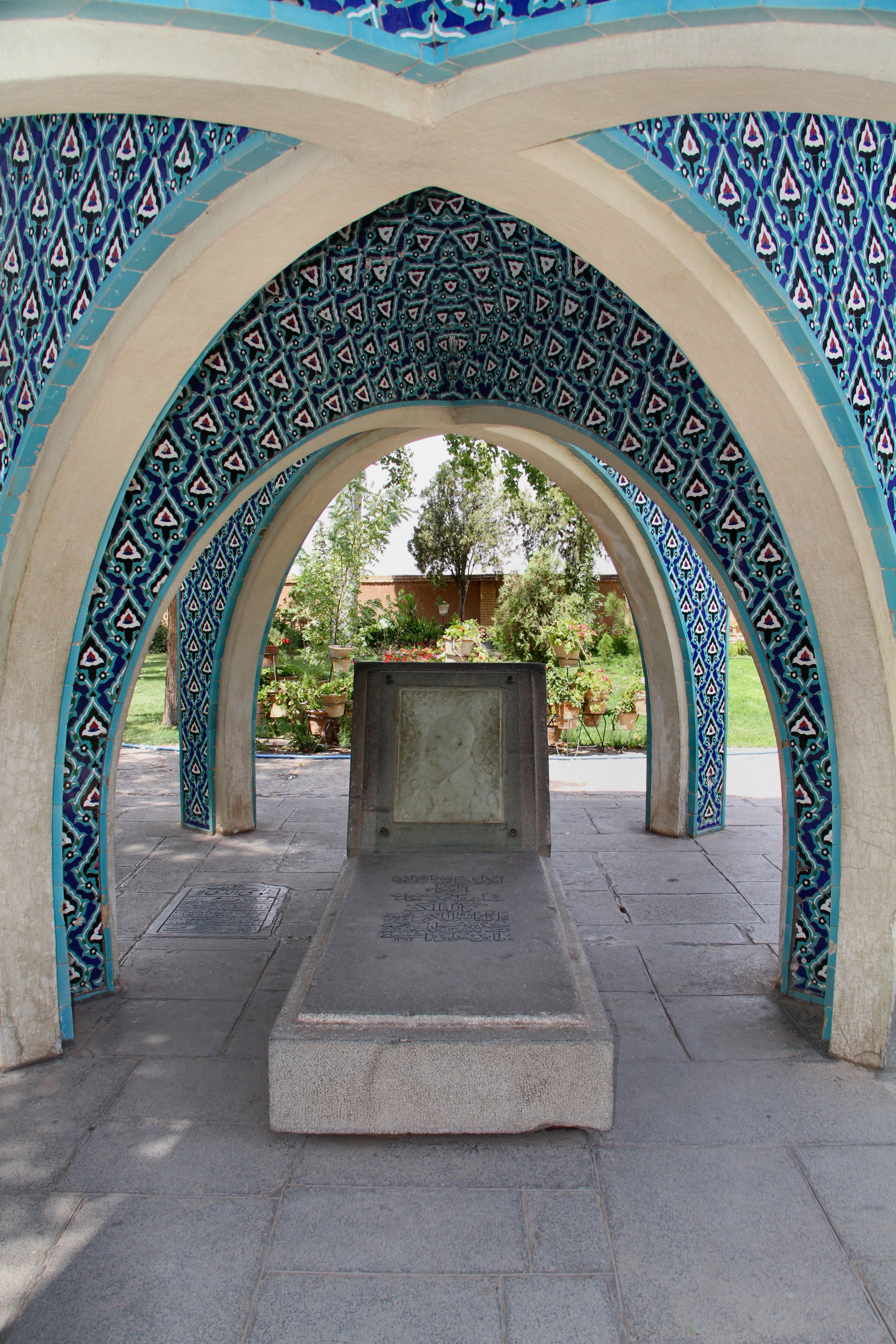
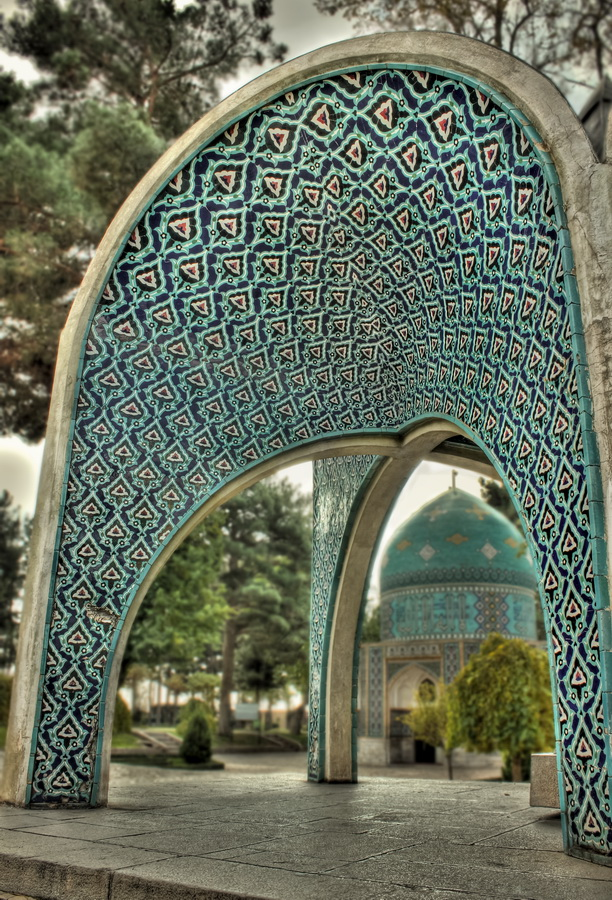

## أعلام
- كمال الملك